# Lijst van rijksmonumenten in Beverwijk (gemeente)
De gemeente Beverwijk telt 42 inschrijvingen in het rijksmonumentenregister, hieronder een overzicht. 

## Beverwijk
De plaats Beverwijk telt 40 inschrijvingen in het rijksmonumentenregister. Zie Lijst van rijksmonumenten in Beverwijk voor een overzicht.

## Wijk aan Zee
De plaats Wijk aan Zee telt 2 inschrijving in het rijksmonumentenregister.
| Object                                                                                    | Oorspronkelijke functie? | Bouwjaar             | Architect | Locatie            | Coördinaten?                  | Nr.?   | Afbeelding        |
| ----------------------------------------------------------------------------------------- | ------------------------ | -------------------- | --------- | ------------------ | ----------------------------- | ------ | ----------------- |
| Hervormde kerk: Schip en westtoren vormen de overblijfsels van een laatgotische kruiskerk | Kerk en kerkonderdeel    | 1609 (ingebruikname) |           | Voorstraat 12      | 52° 29' 31" NB, 4° 35' 30" OL | 9460   | Meer afbeeldingen |
| Van Assendelftorgel                                                                       | Vanwege onderdelen kerk  | 1754                 |           | Sint Odulfstraat 6 | 52° 29' 34" NB, 4° 35' 25" OL | 528186 | Meer afbeeldingen |

Aalsmeer ·
Alkmaar ·
Amstelveen ·
Amsterdam ·
Bergen ·
Beverwijk ·
Blaricum ·
Bloemendaal ·
Castricum ·
Den Helder ·
Diemen ·
Dijk en Waard ·
Drechterland ·
Edam-Volendam ·
Enkhuizen ·
Gooise Meren ·
Haarlem ·
Haarlemmermeer ·
Heemskerk ·
Heemstede ·
Heiloo ·
Hilversum ·
Hollands Kroon ·
Hoorn ·
Huizen ·
Koggenland ·
Landsmeer ·
Laren ·
Medemblik ·
Oostzaan ·
Opmeer ·
Ouder-Amstel ·
Purmerend ·
Schagen ·
Stede Broec ·
Texel ·
Uitgeest ·
Uithoorn ·
Velsen ·
Waterland ·
Wijdemeren ·
Wormerland ·
Zaanstad ·
Zandvoort